# Pocheon-Stadion
Das Pocheon-Stadion  ist ein 1990 eröffnetes Fußballstadion in der südkoreanischen Stadt Pocheon, Provinz Gyeonggi-do. Es verfügt über 5964 oder etwa 7000 Plätze. Seit 2008 trägt das Franchise FC Pocheon ihre Heimspiele im Stadion aus. FC Pocheon spielt aktuell (2018) in der K3 League Advance, der vierthöchsten Spielklasse Südkoreas.